# Corokia carpodetoides
Corokia carpodetoides är en tvåhjärtbladig växtart som först beskrevs av Ferdinand von Mueller, och fick sitt nu gällande namn av L. S. Smith. Corokia carpodetoides ingår i släktet Corokia, och familjen Argophyllaceae. Inga underarter finns listade i Catalogue of Life.